# Simon-Pierre Grizot
Simon-Pierre Grizot, mort après 1750, est un important marchand-fabricant de bas de Nîmes. Il aurait importé à Nîmes le métier à tisser les bas. 

## Biographie
Simon-Pierre Grizot est le petit-fils d'un maître d'école.
A la fin du XVIIe siècle, il importe à Nîmes, en provenance d'Angleterre, le métier à tisser des bas qui se répand rapidement dans tout le Languedoc,. Plus précisément, il rapporte de Londres les dessins des pièces composant un métier à tisser les bas de soie, mais ce métier est copié. 
Il passe donc pour avoir été précurseur, à Nîmes, des manufactures de bas « d'estame et de laine ». Toutefois, son rôle dans ce transfert de technologie est contesté et l'importation de ce métier à tisser, en 1680, est aussi attribuée à Louis Félix.
En 1700, une assemblée générale réunit les « marchands, facturiers, ouvrier et faiseurs de bas au métier ». Ils se déclarent eux-mêmes maîtres et désignent comme syndic Simon-Pierre Grizot. Il est ensuite doyen de la communauté des maîtres marchands-fabricants de bas, et déclare en 1710, à lui seul, vingt-cinq métiers. Il est à la fois à la tête d'un atelier de tissage et marchand de bas. En 1717, il déclare diriger trente métiers et se situe au sommet de la hiérarchie économique des marchands-fabricants de bas nîmois. Ses activités glissent de plus en plus vers le négoce uniquement, au détriment de la fabrication. Il est dit en 1727 : « marchand fezant travailler ». 
Simon-Pierre Guizot meurt après 1750, année où il obtient de l'intendant une réduction de la taxe de capitation, en invoquant sa mauvaise situation financière.

## Héraldique et mémoire
Ses armes, qu'il prend en 1674, sont décrites comme suit : « D'argent à un chevron de gueules accompagnés de trois chouettes de sable et un chef d'azur chargé de trois étoiles d'argent ». On les retrouve sur ses plombs de scellés. 

Plomb de scellé de Simon-Pierre Grizot
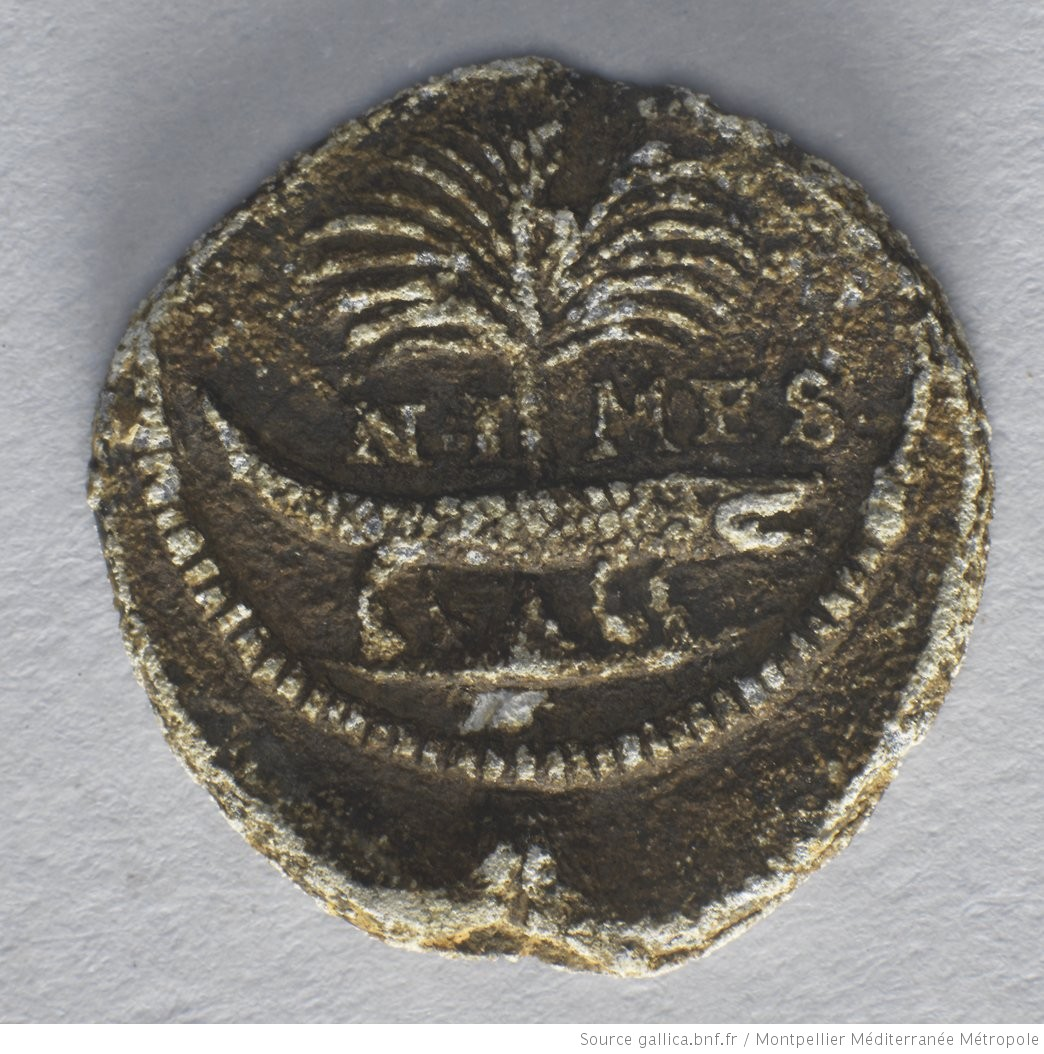
Plomb de scellé de Simon-Pierre Grizot, droit. 18 mm, 4,17 g.
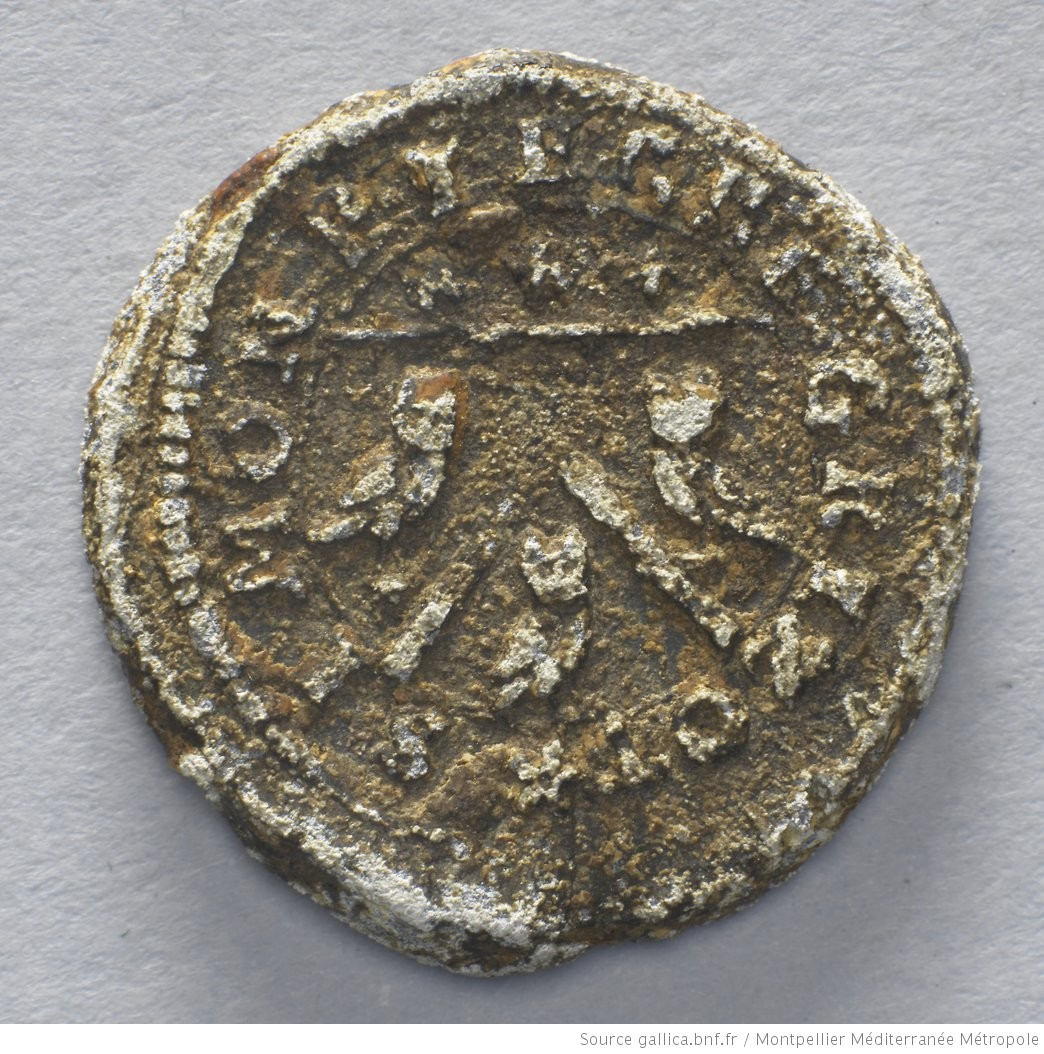
Plomb de scellé de Simon-Pierre Grizot, revers. 18 mm, 4,17 g.

À Nîmes, une rue porte son nom,. Elle dessert la maison et les jardins qu'il acquiert vers 1700. Elle est à l'état d'impasse, portant déjà le nom de Grizot, quand, en 1852, le conseil municipal décide de l'ouvrir pour relier la rue Roussi et le boulevard de Calquières.    